# Zapora Maison du Roi
Zapora Maison du Roi (fr. Barrage Maison du Roi) – zapora wodna na rzece Guil we Francji. Znajduje się na terenie Alp Kotyjskich, w departamencie Alpy Wysokie, w historycznym regionie Queyras. Zbudowana została w latach 1979-1982. Właściciel: Électricité de France. 
Jest to zapora betonowa typu ciężkiego. Wysokość całkowita zapory wynosi 34 m, z tego powyżej gruntu 28,5 m, długość korony 20 m, szerokość zapory 21 m, szerokość zapory u podstawy 39,2 m, objętość zapory 11 240 m³. Korona zapory leży na wysokości 1060 m n.p.m.
Powierzchnia zbiornika wodnego, utworzonego przez zaporę, wynosi 3,5 ha, a objętość wody w zbiorniku ok. 300 tys. m³. Powierzchnia dorzecza powyżej zapory 580 km². Woda ujmowana w zaporze jest transportowana podziemną sztolnią o średnicy 3 m i długości ok. 3 km do elektrowni, położonej niżej, w pobliżu Eygliers.